# プロ野球完全中継 ライオンズ
『プロ野球完全中継 ○○!ライオンズ』（プロやきゅうかんぜんちゅうけい○○ライオンズ）は、2012年から2015年まで、テレビ朝日が運営するCS放送専門チャンネル・テレ朝チャンネル2（2012年度のみ朝日ニュースター）で放送されたプロ野球中継のタイトルである。番組タイトルは年度ごとに異なっていた。

## 概要
タイトル通り、埼玉西武ライオンズの主管による公式戦の全試合を中継していた番組である。
それまで、西武の主管による試合はCSではJ SPORTSが中継してきたが、2012年より同球団の衛星放送における放映権をテレビ朝日が獲得し、西武主管公式戦の全試合（72試合+クライマックスシリーズ）および一部オープン戦の中継を系列の朝日ニュースターで行うこととなった。
なお、朝日ニュースターは前身の「衛星チャンネル」時代の1990年代の極一時期、スカイポート（CSアナログ）での配信・放送を行った頃に西武とヤクルトスワローズの主催試合の一部を『サテライトナイター』として放送していた他、2011年まで衛星放送における放映権を持っていたJ SPORTSの中継『J SPORTS STADIUM』の西武ホームゲームの制作をテレビ朝日が担当したり、BS朝日で球団制作映像を使った中継『プロ野球熱闘ライオンズ』を行うなど、西武と協力関係にあった。
テレビ朝日では地上波・BS朝日において『スーパーベースボール』を放送しているが、この番組では『J SPORTS STADIUM』の内容・出演者をそのまま起用していた。
この番組は球団とテレビ朝日の共同制作という形をとり、テレテック（かつてはテレビ朝日の持分法適用関連会社だった）が制作協力として参加。そのためこの番組が球団の公式映像となり、パ・リーグTV、プロ野球24、にも同内容が配信された。一部試合はTwellVの『TwellV プロ野球中継』でもサイマル放送。テレ玉の西武戦中継『TVSライオンズアワー』やスポーツニュースにも映像が配信された。またBS朝日の『スーパーベースボール』の西武戦中継のうち一部は本番組の映像・出演者で制作。なお、番組タイトルの後ろ部分（題名遍歴参照）は各年度の埼玉西武ライオンズのチームスローガンとなっていた。
なお、朝日ニュースターのスカパー!プレミアムサービス（旧:スカパー!HD）でのハイビジョン放送開始が2012年9月29日であったことから(それまではレターボックス16:9による額縁放送)、2012年9月いっぱいまではスカパー!HDの加入者向けに、スカチャンHDでのハイビジョン同時生中継も行った。「プロ野球セットHD」、「スカパー!よくばりパックHD」、「スカパー!光パックHD」を含む朝日ニュースターが視聴可能な契約で視聴可能だった。
なお、スカパー!(旧:スカパー!e2)でのハイビジョン放送を開始した2012年7月1日以降、字幕放送を開始した（それ以前の試合の再放送でも字幕放送は行われる）。
シーズン中でも生中継のほか、いわゆる「キャッチアップ放送」的に、視聴者からの反響が多かった試合を随時再放送（アンコール）していた。
なお、西武主催試合とテレビ朝日、BS朝日、広島ホームテレビ制作の「広島対巨人」戦が重なる場合、西武戦を優先し広島対巨人戦はテレ朝チャンネル1で放送していた。また、テレ朝チャンネル2の他のスポーツ生中継と重なる場合も西武戦（および広島対巨人戦）を優先し、他のスポーツ中継をテレ朝チャンネル1に振り替えていた（実際に2013年の8月に広島対巨人戦と新日本プロレスのG1 CLIMAX生中継が重なり、G1 CLIMAX中継がテレ朝チャンネル1に振り替えになっていた。また2014年7月3日も、「広島対巨人」（マツダスタジアム）と「西武対日本ハム」（埼玉県営大宮公園野球場）が重複したため、前者をテレ朝ch1で生放送するとしていたが、雨天中止となった）。
2016年から、西武主管試合はフジテレビTWOドラマ・アニメにて「LIONS BASEBALL L!VE」として放送されることになり、テレ朝チャンネルでの放送は2015年で終了となったが、2016年以降も「広島対巨人」（マツダスタジアム）や「阪神対巨人」（阪神甲子園球場、Tigers-ai制作）、地上波テレビ朝日系列で放送されるオールスターゲームのホームランダービーや、日本シリーズも中継している。

### 題名の遍歴
2012年「プロ野球完全中継 出しきれ!ライオンズ」
2013年「プロ野球完全中継 骨太!ライオンズイズム」
2014年「プロ野球完全中継 全力!ライオンズ2014」
2015年「プロ野球中継2015 ガチ!マジ!ライオンズ」

## 放送時間
2015年終了時点。なお、以下は全て日本時間である。
| 時間帯       | 放送時間                           | 中継の延長   | 備考 |
| ------------ | ---------------------------------- | ------------ | --- |
| ナイトゲーム | 西武主催試合開催日の15分前-4時間後 | 試合終了まで | 当日深夜（日付上は翌日未明。デーゲームの場合は当日夜間の場合も）にディレードでの再放送あり。 また、字幕放送開始前に行われた試合の録画中継では字幕放送も実施される。 なお、オープン戦の場合は試合開始5分前からの放送となる(2012年のオープン戦は1分前からの放送だった)。 |
| デーゲーム   | 西武主催試合開催日の15分前-4時間後 | 試合終了まで | 当日深夜（日付上は翌日未明。デーゲームの場合は当日夜間の場合も）にディレードでの再放送あり。 また、字幕放送開始前に行われた試合の録画中継では字幕放送も実施される。 なお、オープン戦の場合は試合開始5分前からの放送となる(2012年のオープン戦は1分前からの放送だった)。 |

なお、放送時間よりも早く終了した場合、その日の試合のダイジェスト（特にライオンズの得点シーンなど）を放送、さらに時間的に余りがあれば過去のシーズン・選手（松坂大輔など）の特集VTRを放送する。また、2013年4月23日から一部の試合で、試合開始30分前から15分間「このあと、西武戦」と題したフィラー番組（内容は試合早終了時のものにほぼ同じ）や、2014年度は試合開始1時間前からの事前番組「プレイボール直前生中継・全力!ライオンズ」を放送する試合もある。

## 出演者
○印は2011年までのJ SPORTSの中継から続投。BS朝日でも放送される場合は、下記の出演者からBS朝日向けに別に配置される。

### 解説者
- 大塚光二○(2012年)
- 伊原春樹○(2013年)
- 土肥義弘（文化放送解説者兼、2013年-2014年）
- 森繁和（BS朝日向けのみ担当）
- 片平晋作○（2012年-）　※2013年まで、日本女子プロ野球機構イースト・アストライアの監督を兼務。
- 松沼博久○（2012年-、2015年より文化放送解説者兼）
- 橋本武広（2014年-）
- 平尾博嗣（2015年、エフエムナックファイブ解説者兼）
- 石井丈裕（2015年）
- 岡村隆則（2015年）
- 星野智樹（2015年）
- 高山久（2015年）

2015年は片平、松沼、橋本の出演回数が多く残りの5人は数回ほどしか出演しなかった。

### 実況・ベンチレポーター
- 中田浩光○（-2013年）
- 谷口広明○
- 加藤暁○（元九州朝日放送）
- 矢野吉彦○（元文化放送）
- 菅野詩朗（元文化放送）
- 島村俊治○（元NHK）
- 石原敬士○（元テレビ新広島）
- 胡口和雄（元ニッポン放送）
- 松岡俊道○
- 熊谷龍一○
- 深澤慶○
- 三上大樹（テレビ朝日）
- 清水俊輔（テレビ朝日）
- 斎藤康貴（テレビ朝日）

ベンチレポートのみ担当
- 友松純○
- 木下貴道○

ベンチレポートは原則として2013年までは中田が担当。但し、中田が実況（朝日ニュースターではなく、BS朝日の実況担当となることもある。）を担当する場合には、友松もしくは他の実況担当のアナウンサーが起用される。2014年以降は中田は他局の楽天戦を中心に担当するため、これまで実況担当が主だったアナウンサーもリポーターを担当することが増えた。また、ベンチレポートだけでなく、西武が勝利した場合は、試合後のヒーローインタビューのインタビュアーも兼務する（ビジターチームが勝利した場合は文化放送ライオンズナイターのリポーターが担当）。2013年より一部試合においてはテレビ朝日アナウンサーが実況を担当。

## 地上波へのネット
- 2012年4月19日の西武対日本ハム（皇子山球場）の試合を地元の独立局びわ湖放送（BBC）の「BBCライオンズアワー」がネットした。BBCは通常テレ玉の西武戦中継「TVSライオンズアワー」をネット受けするが、テレ玉が中継しなかったため、本番組をネット受けした。
- 2012年8月2日の西武対オリックス（上毛新聞敷島球場）の試合を地元の独立局群馬テレビがネットした。群馬テレビは2010年まで「TVSライオンズアワー」をネット受けする形で西武戦を中継していたが、それ以降プロ野球中継から撤退していた。この日テレ玉はオリンピック中継のため中継は行わなかった。

## 関連番組
「出しきれ!ライオンズ」という埼玉西武ライオンズ応援番組をテレビ朝日で不定期で放送していた。再放送は朝日ニュースターで随時放送。2013年よりスローガンの変更によりタイトルを「骨太!ライオンズイズム2013」に変更した。
なお、2002年まではTBSテレビで同様の応援番組「レッツゴー!ライオンズ」を放送していた。（この番組は週1回の放送であった。）

### 放送内容
選手インタビューや、大塚光二と本間智恵（テレビ朝日アナウンサー）によるロケコーナー「大塚光二と本間アナの西武ドーム散歩」、好プレー集などを放送する。

### 放送日時
（深夜帯放送につき、実際の放送日は下記記載の放送日の翌日となる。）
第1回：2012年3月31日（土） 27:40 - 28:35　（プロ野球開幕特番という位置づけ）
第2回：2012年5月5日（土） 27:30 - 28:25
第3回：2012年7月6日（金） 27:20 - 28:15
第4回：2012年9月15日（土） 27:45 - 28:35
第5回：2013年1月5日（土） 28:00 - 28:35（改題後初放送）